# Llista de topònims de Castell de l'Areny
Llista de topònims (noms propis de lloc) del municipi de Castell de l'Areny, al Berguedà
Informació actualitzada per un bot. Els canvis manuals es perdran quan s'actualitzi!

## abric rocós
| imatge | Nom                  | Ubicat a           | instància de | Detalls | coordenades                                                         | Protecció | Commons (més fotos) | Dades a WD                    |
| ------ | -------------------- | ------------------ | ------------ | ------- | ------------------------------------------------------------------- | --------- | ------------------- | ----------------------------- |
|        | Balma de Centenelles | Castell de l'Areny | abric rocós  |         | 42° 11′ 06″ N, 1° 56′ 58″ E / 42.1850535236936°N,1.94940159633014°E |           |                     | Modifica les dades a Wikidata |
|        | Balma de Grau Pedrís | Castell de l'Areny | abric rocós  |         | 42° 11′ 48″ N, 1° 57′ 48″ E / 42.1966721960979°N,1.96333162027678°E |           |                     | Modifica les dades a Wikidata |
|        | Balma de Jonoll      | Castell de l'Areny | abric rocós  |         | 42° 11′ 21″ N, 1° 57′ 42″ E / 42.1892090563334°N,1.96167334611135°E |           |                     | Modifica les dades a Wikidata |
|        | Balma de Moroi       | Castell de l'Areny | abric rocós  |         | 42° 11′ 42″ N, 1° 55′ 49″ E / 42.1948648435431°N,1.93029664679469°E |           |                     | Modifica les dades a Wikidata |
|        | Balma de Narriu      | Castell de l'Areny | abric rocós  |         | 42° 11′ 52″ N, 1° 56′ 11″ E / 42.1977491064326°N,1.9363524921968°E  |           |                     | Modifica les dades a Wikidata |
|        | Balma de Terradelles | Castell de l'Areny | abric rocós  |         | 42° 11′ 10″ N, 1° 57′ 30″ E / 42.1861793613342°N,1.95829583118687°E |           |                     | Modifica les dades a Wikidata |
|        | Balma de les Cabres  | Castell de l'Areny | abric rocós  |         | 42° 11′ 07″ N, 1° 57′ 22″ E / 42.1854022572495°N,1.9560319587763°E  |           |                     | Modifica les dades a Wikidata |
|        | Balma del Rei        | Castell de l'Areny | abric rocós  |         | 42° 11′ 22″ N, 1° 57′ 14″ E / 42.1894796166621°N,1.95378496964359°E |           |                     | Modifica les dades a Wikidata |
|        | Balma del Violí      | Castell de l'Areny | abric rocós  |         | 42° 11′ 42″ N, 1° 57′ 47″ E / 42.1949574372811°N,1.96293574261712°E |           |                     | Modifica les dades a Wikidata |
|        | avenc del Castell    | Castell de l'Areny | abric rocós  |         | 42° 10′ 42″ N, 1° 56′ 25″ E / 42.1782340400822°N,1.94039689505353°E |           |                     | Modifica les dades a Wikidata |

## església
| imatge | Nom                               | Ubicat a           | instància de                 | Detalls                                                        | coordenades | Protecció                                  | Commons (més fotos)               | Dades a WD                    |
| ------ | --------------------------------- | ------------------ | ---------------------------- | -------------------------------------------------------------- | --- | ------------------------------------------ | --------------------------------- | ----------------------------- |
|        | Sant Ramon de la Ribera           | Castell de l'Areny | església                     | 20th century                                                   | 42° 09′ 17″ N, 1° 56′ 56″ E / 42.1547792433732°N,1.9489341895076°E ca:A la part sud del terme municipal a la zona de la Ribera. 762 msnm                            |                                            |                                   | Modifica les dades a Wikidata |
|        | Sant Romà de la Clusa             | Castell de l'Areny | església                     | Estil: arquitectura romànica 12nd century                      | 42° 11′ 14″ N, 1° 56′ 07″ E / 42.1872°N,1.93529°E ca:A la Clusa. | bé integrant del patrimoni cultural català | Sant Romà de la Clusa             | Modifica les dades a Wikidata |
|        | Sant Vicenç de Castell de l'Areny | Castell de l'Areny | església església parroquial | Estil: arquitectura romànica arquitectura barroca 11st century | 42° 10′ 23″ N, 1° 56′ 42″ E / 42.173166°N,1.945101°E ca:Al centre del poble. Església de Sant Vicenç de Castell de l'Areny, s/n. 08619 Castell de l'Areny. 952 msnm | bé integrant del patrimoni cultural català | Sant Vicenç de Castell de l'Areny | Modifica les dades a Wikidata |

## font
| imatge | Nom                  | Ubicat a           | instància de | Detalls | coordenades                                                         | Protecció | Commons (més fotos) | Dades a WD                    |
| ------ | -------------------- | ------------------ | ------------ | ------- | ------------------------------------------------------------------- | --------- | ------------------- | ----------------------------- |
|        | font de les Bassotes | Castell de l'Areny | font         |         | 42° 09′ 00″ N, 1° 56′ 29″ E / 42.1499373282013°N,1.94147415264974°E |           |                     | Modifica les dades a Wikidata |
|        | font dels Torrents   | Castell de l'Areny | font         |         | 42° 11′ 30″ N, 1° 56′ 30″ E / 42.191657610928°N,1.9415842398946°E   |           |                     | Modifica les dades a Wikidata |

## masia
| imatge | Nom                            | Ubicat a           | instància de | Detalls                     | coordenades | Protecció                                  | Commons (més fotos) | Dades a WD                    |
| ------ | ------------------------------ | ------------------ | ------------ | --------------------------- | --- | ------------------------------------------ | ------------------- | ----------------------------- |
|        | Ballester                      | Castell de l'Areny | masia        |                             | 42° 09′ 38″ N, 1° 56′ 41″ E / 42.1606211067853°N,1.94466127570846°E                                                                                                |                                            |                     | Modifica les dades a Wikidata |
|        | Ca l'Aiandro                   | Castell de l'Areny | masia        |                             | 42° 09′ 22″ N, 1° 56′ 56″ E / 42.1559761194633°N,1.94882965407181°E                                                                                                |                                            |                     | Modifica les dades a Wikidata |
|        | Cabanelles                     | Castell de l'Areny | masia        | 18th century                | 42° 11′ 36″ N, 1° 55′ 33″ E / 42.19331221652°N,1.9258121646283°E ca:A la Clusa, a la zona nord-oest.                                                               |                                            |                     | Modifica les dades a Wikidata |
|        | Cal Berenguer                  | Castell de l'Areny | masia        | 18th century                | 42° 09′ 54″ N, 1° 56′ 21″ E / 42.1648933209424°N,1.93915475531008°E ca:A la part sud-oest del terme, a la zona coneguda coneguda com el raval o veïnat de Vilella. |                                            |                     | Modifica les dades a Wikidata |
|        | Cal Carpó                      | Castell de l'Areny | masia        |                             | 42° 09′ 22″ N, 1° 57′ 05″ E / 42.1562162707603°N,1.95145228437121°E                                                                                                |                                            |                     | Modifica les dades a Wikidata |
|        | Cal Cintet                     | Castell de l'Areny | masia        | Estil: arquitectura popular | 42° 09′ 43″ N, 1° 56′ 23″ E / 42.161823°N,1.939854°E |                                            |                     | Modifica les dades a Wikidata |
|        | Cal Gravat                     | Castell de l'Areny | masia        |                             | 42° 09′ 43″ N, 1° 56′ 07″ E / 42.162019898116°N,1.93522012659649°E                                                                                                 |                                            |                     | Modifica les dades a Wikidata |
|        | Cal Llebre                     | Castell de l'Areny | masia        |                             | 42° 09′ 15″ N, 1° 55′ 41″ E / 42.1540993658242°N,1.92801803539906°E                                                                                                |                                            |                     | Modifica les dades a Wikidata |
|        | Cal Macilent                   | Castell de l'Areny | masia        | 18th century                | 42° 10′ 33″ N, 1° 57′ 25″ E / 42.1758013120133°N,1.95698901602472°E ca:A la part central de la zona est del municipi.                                              |                                            |                     | Modifica les dades a Wikidata |
|        | Cal Magdaló                    | Castell de l'Areny | masia        | 18th century                | 42° 09′ 40″ N, 1° 57′ 15″ E / 42.16121°N,1.95425°E ca:Al sud-est del municipi.                                                                                     |                                            |                     | Modifica les dades a Wikidata |
|        | Cal Marc                       | Castell de l'Areny | masia        |                             | 42° 09′ 52″ N, 1° 56′ 24″ E / 42.1644775888691°N,1.9399727859464°E                                                                                                 |                                            |                     | Modifica les dades a Wikidata |
|        | Cal Massot                     | Castell de l'Areny | masia        |                             | 42° 10′ 05″ N, 1° 57′ 38″ E / 42.1680427241317°N,1.96049418408113°E                                                                                                |                                            |                     | Modifica les dades a Wikidata |
|        | Cal Maçana                     | Castell de l'Areny | masia        |                             | 42° 10′ 22″ N, 1° 57′ 04″ E / 42.1727027984394°N,1.95102259505606°E                                                                                                |                                            |                     | Modifica les dades a Wikidata |
|        | Cal Negre                      | Castell de l'Areny | masia        |                             | 42° 09′ 23″ N, 1° 56′ 53″ E / 42.1564651770809°N,1.94814372372614°E                                                                                                |                                            |                     | Modifica les dades a Wikidata |
|        | Cal Noi                        | Castell de l'Areny | masia        |                             | 42° 09′ 24″ N, 1° 57′ 02″ E / 42.1565602694643°N,1.95065982982226°E                                                                                                |                                            |                     | Modifica les dades a Wikidata |
|        | Cal Pere Onclet                | Castell de l'Areny | masia        |                             | 42° 10′ 19″ N, 1° 57′ 20″ E / 42.1718422969516°N,1.95541960379987°E                                                                                                |                                            |                     | Modifica les dades a Wikidata |
|        | Cal Pla                        | Castell de l'Areny | masia        | 17th century                | 42° 09′ 42″ N, 1° 57′ 18″ E / 42.1616967109027°N,1.95492072744857°E ca:Al sud-est del municipi.                                                                    |                                            |                     | Modifica les dades a Wikidata |
|        | Cal Roqueta                    | Castell de l'Areny | masia        |                             | 42° 09′ 44″ N, 1° 56′ 24″ E / 42.1621260885513°N,1.93987888336125°E                                                                                                |                                            |                     | Modifica les dades a Wikidata |
|        | Cal Sastre dels Casons         | Castell de l'Areny | masia        | 18th century                | 42° 10′ 46″ N, 1° 57′ 20″ E / 42.1795713597701°N,1.95560721514814°E ca:A la part est de la zona central del terme municipal.                                       |                                            |                     | Modifica les dades a Wikidata |
|        | Cal Serra                      | Castell de l'Areny | masia        | 18th century                | 42° 11′ 52″ N, 1° 55′ 27″ E / 42.1977174400992°N,1.92426516537899°E ca:A la Clusa, a l'extrem nord-oest.                                                           |                                            |                     | Modifica les dades a Wikidata |
|        | Cal Tena                       | Castell de l'Areny | masia        | Estil: arquitectura popular | 42° 09′ 24″ N, 1° 56′ 53″ E / 42.156653°N,1.948038°E ca:A la zona sud del municipi, al veïnat de la Ribera.                                                        | bé integrant del patrimoni cultural català |                     | Modifica les dades a Wikidata |
|        | Cal Tibat                      | Castell de l'Areny | masia        |                             | 42° 11′ 26″ N, 1° 57′ 21″ E / 42.1905870803222°N,1.95572864328141°E                                                                                                |                                            |                     | Modifica les dades a Wikidata |
|        | Cal Xic                        | Castell de l'Areny | masia        |                             | 42° 10′ 27″ N, 1° 57′ 00″ E / 42.1742510071465°N,1.94994364694388°E ca:A la zona central del terme municipal. A poca distància al nord-est del poble.              |                                            |                     | Modifica les dades a Wikidata |
|        | Cal Xot                        | Castell de l'Areny | masia        |                             | 42° 09′ 51″ N, 1° 56′ 20″ E / 42.1642701944622°N,1.93897147511882°E                                                                                                |                                            |                     | Modifica les dades a Wikidata |
|        | Camp-rubí                      | Castell de l'Areny | masia        | Estil: arquitectura popular | 42° 10′ 38″ N, 1° 58′ 04″ E / 42.177104°N,1.967708°E | bé integrant del patrimoni cultural català |                     | Modifica les dades a Wikidata |
|        | Can Costet                     | Castell de l'Areny | masia        | 18th century                | 42° 09′ 44″ N, 1° 57′ 18″ E / 42.1621383926068°N,1.95496187946983°E ca:Al sud-est del municipi.                                                                    |                                            |                     | Modifica les dades a Wikidata |
|        | Can Pió                        | Castell de l'Areny | masia        |                             | 42° 10′ 00″ N, 1° 56′ 20″ E / 42.1665739829919°N,1.93877559552553°E                                                                                                |                                            |                     | Modifica les dades a Wikidata |
|        | Casa de la Costa               | Castell de l'Areny | masia        |                             | 42° 09′ 55″ N, 1° 57′ 31″ E / 42.1652055208101°N,1.958482635174°E                                                                                                  |                                            |                     | Modifica les dades a Wikidata |
|        | Cercosa                        | Castell de l'Areny | masia        | 17th century                | 42° 10′ 08″ N, 1° 58′ 27″ E / 42.1689589402618°N,1.97423228712649°E ca:A l'extrem de llevant del terme municipal.                                                  |                                            |                     | Modifica les dades a Wikidata |
|        | Clot                           | Castell de l'Areny | masia        | Estil: arquitectura popular | 42° 10′ 50″ N, 1° 55′ 39″ E / 42.180483°N,1.927621°E | bé integrant del patrimoni cultural català |                     | Modifica les dades a Wikidata |
|        | Comagran de Baix               | Castell de l'Areny | masia        | 18th century                | 42° 09′ 59″ N, 1° 58′ 25″ E / 42.1664°N,1.97356°E ca:A l'extrem de llevant del terme municipal.                                                                    |                                            |                     | Modifica les dades a Wikidata |
|        | Comagran de Dalt               | Castell de l'Areny | masia        | 18th century                | 42° 09′ 59″ N, 1° 58′ 25″ E / 42.16638°N,1.97348°E ca:A l'extrem de llevant del terme municipal.                                                                   |                                            |                     | Modifica les dades a Wikidata |
|        | Comelles                       | Castell de l'Areny | masia        | Estil: arquitectura popular | 42° 09′ 38″ N, 1° 55′ 42″ E / 42.160464°N,1.928232°E ca:A la zona sud-oest del terme municipal.                                                                    | bé integrant del patrimoni cultural català |                     | Modifica les dades a Wikidata |
|        | Deixesa                        | Castell de l'Areny | masia        |                             | 42° 10′ 04″ N, 1° 56′ 08″ E / 42.1678059542269°N,1.93565577051561°E ca:A la zona sud-oest del terme municipal.                                                     |                                            |                     | Modifica les dades a Wikidata |
|        | Masia de Sant Romà de la Clusa | Castell de l'Areny | masia        | Estil: arquitectura popular | 42° 11′ 14″ N, 1° 56′ 09″ E / 42.187102°N,1.935947°E ca:A la Clusa, a pocs metres al costat de l'església.                                                         | bé integrant del patrimoni cultural català |                     | Modifica les dades a Wikidata |
|        | Miralles                       | Castell de l'Areny | masia        | 19th century                | 42° 09′ 42″ N, 1° 56′ 07″ E / 42.1616863814782°N,1.93518940343014°E ca:A la zona sud-oest del municipi.                                                            |                                            |                     | Modifica les dades a Wikidata |
|        | Riu                            | Castell de l'Areny | masia        |                             | 42° 10′ 14″ N, 1° 56′ 20″ E / 42.1704487577207°N,1.93900138753933°E ca:A la zona central del terme municipal.                                                      |                                            |                     | Modifica les dades a Wikidata |
|        | Rossinyol de Baix              | Castell de l'Areny | masia        |                             | 42° 10′ 56″ N, 1° 55′ 15″ E / 42.1823478498687°N,1.92085669385101°E ca:A la Clusa, a la zona oest.                                                                 |                                            |                     | Modifica les dades a Wikidata |
|        | Rossinyol de Dalt              | Castell de l'Areny | masia        |                             | 42° 10′ 57″ N, 1° 55′ 16″ E / 42.182461130107°N,1.9211522614343°E ca:A la Clusa, a la zona oest.                                                                   |                                            |                     | Modifica les dades a Wikidata |
|        | Soldevila                      | Castell de l'Areny | masia        | Estil: arquitectura popular | 42° 10′ 22″ N, 1° 57′ 46″ E / 42.172759°N,1.96276°E ca:A la zona est del terme municipal.                                                                          | bé integrant del patrimoni cultural català |                     | Modifica les dades a Wikidata |
|        | el Casal                       | Castell de l'Areny | masia        | 18th century                | 42° 09′ 34″ N, 1° 57′ 14″ E / 42.15946°N,1.95396°E ca:Al sud-est del municipi.                                                                                     |                                            |                     | Modifica les dades a Wikidata |
|        | el Pla de l'Orri               | Castell de l'Areny | masia        | Estil: arquitectura popular | 42° 11′ 47″ N, 1° 56′ 47″ E / 42.196478°N,1.946506°E | bé integrant del patrimoni cultural català |                     | Modifica les dades a Wikidata |
|        | el Pla del Monjo               | Castell de l'Areny | masia        |                             | 42° 09′ 24″ N, 1° 57′ 14″ E / 42.156803°N,1.953933°E |                                            |                     | Modifica les dades a Wikidata |
|        | el Puig Nou                    | Castell de l'Areny | masia        |                             | 42° 09′ 42″ N, 1° 56′ 54″ E / 42.1616625559307°N,1.94822710895066°E                                                                                                |                                            |                     | Modifica les dades a Wikidata |
|        | el Puig Vell                   | Castell de l'Areny | masia        |                             | 42° 09′ 53″ N, 1° 56′ 52″ E / 42.1648009333902°N,1.94770299679328°E                                                                                                |                                            |                     | Modifica les dades a Wikidata |
|        | l'Era Vella                    | Castell de l'Areny | masia        |                             | 42° 09′ 38″ N, 1° 55′ 51″ E / 42.1606744602874°N,1.9309696167819°E                                                                                                 |                                            |                     | Modifica les dades a Wikidata |
|        | la Barraca                     | Castell de l'Areny | masia        |                             | 42° 10′ 47″ N, 1° 57′ 16″ E / 42.1796319283714°N,1.95434691996049°E ca:A la part est de la zona central del terme municipal.                                       |                                            |                     | Modifica les dades a Wikidata |
|        | la Canal                       | Castell de l'Areny | masia        |                             | 42° 10′ 50″ N, 1° 57′ 32″ E / 42.1805300068428°N,1.95901823141968°E ca:A la zona est de la zona central del terme municipal.                                       |                                            |                     | Modifica les dades a Wikidata |
|        | la Casanova                    | Castell de l'Areny | masia        |                             | 42° 09′ 23″ N, 1° 56′ 54″ E / 42.156323317705°N,1.94838815691532°E                                                                                                 |                                            |                     | Modifica les dades a Wikidata |
|        | la Closa                       | Castell de l'Areny | masia        |                             | 42° 09′ 37″ N, 1° 56′ 39″ E / 42.1602035413465°N,1.94430506720923°E ca:A la zona sud del terme municipal.                                                          |                                            |                     | Modifica les dades a Wikidata |
|        | la Molina                      | Castell de l'Areny | masia        |                             | 42° 09′ 10″ N, 1° 56′ 49″ E / 42.1527606210422°N,1.94683737418923°E                                                                                                |                                            |                     | Modifica les dades a Wikidata |
|        | la Riera                       | Castell de l'Areny | masia        |                             | 42° 09′ 28″ N, 1° 56′ 46″ E / 42.1578324922234°N,1.94600279469046°E                                                                                                |                                            |                     | Modifica les dades a Wikidata |
|        | la Rota                        | Castell de l'Areny | masia        | Estil: arquitectura popular | 42° 10′ 36″ N, 1° 57′ 38″ E / 42.176669°N,1.960641°E ca:A la part est de la zona central del terme municipal.                                                      | bé integrant del patrimoni cultural català |                     | Modifica les dades a Wikidata |
|        | les Cases                      | Castell de l'Areny | masia        | Estil: arquitectura popular | 42° 10′ 33″ N, 1° 56′ 48″ E / 42.175867°N,1.946557°E ca:A la zona central del terme municipal, al nord del poble.                                                  | bé integrant del patrimoni cultural català |                     | Modifica les dades a Wikidata |

## molí d'aigua
| imatge | Nom               | Ubicat a           | instància de | Detalls                     | coordenades                                                                                                   | Protecció                                  | Commons (més fotos) | Dades a WD                    |
| ------ | ----------------- | ------------------ | ------------ | --------------------------- | --- | ------------------------------------------ | ------------------- | ----------------------------- |
|        | Molí de Bellestar | Castell de l'Areny | molí d'aigua |                             | 42° 09′ 11″ N, 1° 56′ 48″ E / 42.1530470002169°N,1.94663896898359°E                                           |                                            |                     | Modifica les dades a Wikidata |
|        | Molí de Riu       | Castell de l'Areny | molí d'aigua | 18th century                | 42° 10′ 07″ N, 1° 56′ 18″ E / 42.1685774734691°N,1.93824573811952°E ca:A la zona central del terme municipal. |                                            |                     | Modifica les dades a Wikidata |
|        | Molí de la Clusa  | Castell de l'Areny | molí d'aigua | Estil: arquitectura popular | 42° 11′ 18″ N, 1° 56′ 15″ E / 42.188453°N,1.937475°E                                                          | bé integrant del patrimoni cultural català |                     | Modifica les dades a Wikidata |
|        | Molí del Forat    | Castell de l'Areny | molí d'aigua | Estil: arquitectura popular | 42° 09′ 21″ N, 1° 57′ 09″ E / 42.155809°N,1.9526°E ca:A la zona sud-est del municipi, al veïnat de la Ribera. | bé integrant del patrimoni cultural català |                     | Modifica les dades a Wikidata |
|        | Molí del Puig     | Castell de l'Areny | molí d'aigua | Estil: arquitectura popular | 42° 09′ 22″ N, 1° 56′ 51″ E / 42.156239°N,1.947415°E                                                          | bé integrant del patrimoni cultural català |                     | Modifica les dades a Wikidata |

## muntanya
| imatge | Nom                 | Ubicat a                                     | instància de | Detalls | coordenades                                                             | Protecció | Commons (més fotos)  | Dades a WD                    |
| ------ | ------------------- | -------------------------------------------- | ------------ | ------- | ----------------------------------------------------------------------- | --------- | -------------------- | ----------------------------- |
|        | Cap de la Baga Alta | la Pobla de Lillet Castell de l'Areny        | muntanya     |         | 42° 11′ 57″ N, 1° 57′ 15″ E / 42.1993°N,1.95408°E 1755.7 msnm           |           |                      | Modifica les dades a Wikidata |
|        | Cap dels Rocs       | Castell de l'Areny                           | muntanya     |         | 42° 10′ 39″ N, 1° 56′ 05″ E / 42.17739167°N,1.93465028°E 1395.8 msnm    |           |                      | Modifica les dades a Wikidata |
|        | Puig Cubell         | Castell de l'Areny                           | muntanya     |         | 42° 09′ 42″ N, 1° 55′ 02″ E / 42.16176111°N,1.91726667°E 1073.3 msnm    |           |                      | Modifica les dades a Wikidata |
|        | Roca dels Coloms    | Castell de l'Areny                           | muntanya     |         | 42° 10′ 16″ N, 1° 56′ 30″ E / 42.1711°N,1.94168°E 915.6 msnm            |           |                      | Modifica les dades a Wikidata |
|        | Sobrepuny           | Vilada la Nou de Berguedà Castell de l'Areny | muntanya     |         | 42° 10′ 04″ N, 1° 54′ 39″ E / 42.1677248606°N,1.91070593443°E 1653 msnm |           | Sobrepuny            | Modifica les dades a Wikidata |
|        | el Pedró            | la Pobla de Lillet Castell de l'Areny        | muntanya     |         | 42° 12′ 10″ N, 1° 56′ 56″ E / 42.202747°N,1.949012°E 1764 msnm          |           | El Pedró (Catllaràs) | Modifica les dades a Wikidata |
|        | el Roig             | Castell de l'Areny                           | muntanya     |         | 42° 10′ 06″ N, 1° 55′ 22″ E / 42.1683°N,1.92283°E 1528 msnm             |           |                      | Modifica les dades a Wikidata |

## nucli de població
| imatge | Nom        | Ubicat a           | instància de      | Detalls | coordenades                                                         | Protecció | Commons (més fotos) | Dades a WD                    |
| ------ | ---------- | ------------------ | ----------------- | ------- | ------------------------------------------------------------------- | --------- | ------------------- | ----------------------------- |
|        | la Ribera  | Castell de l'Areny | nucli de població |         | 42° 09′ 24″ N, 1° 56′ 54″ E / 42.156594650383°N,1.9482208333169°E   |           |                     | Modifica les dades a Wikidata |
|        | la Vilella | Castell de l'Areny | nucli de població |         | 42° 09′ 45″ N, 1° 56′ 23″ E / 42.1623945566803°N,1.93969282110395°E |           |                     | Modifica les dades a Wikidata |

## serra
| imatge | Nom                  | Ubicat a | instància de                                        | Detalls                                   | coordenades                                                        | Protecció | Commons (més fotos) | Dades a WD                    |
| ------ | -------------------- | --- | --------------------------------------------------- | ----------------------------------------- | ------------------------------------------------------------------ | --------- | ------------------- | ----------------------------- |
|        | serra del Catllaràs  | Guardiola de Berguedà Sant Julià de Cerdanyola la Pobla de Lillet Sant Jaume de Frontanyà Castell de l'Areny Vilada la Nou de Berguedà les Llosses | serra àrea protegida Pla d'Espais d'Interès Natural | 1992 Llarg: 13km Superfície: 6154.53213ha | 42° 12′ 33″ N, 1° 57′ 12″ E / 42.20904444°N,1.95336389°E 1779 msnm |           | Serra del Catllaràs | Modifica les dades a Wikidata |
|        | serrat Negre         | Castell de l'Areny la Pobla de Lillet | serra                                               |                                           | 42° 12′ 02″ N, 1° 56′ 00″ E / 42.2006°N,1.93344°E 1779.3 msnm      |           |                     | Modifica les dades a Wikidata |
|        | serrat de Can Saiol  | Borredà Castell de l'Areny les Llosses | serra                                               |                                           | 42° 10′ 31″ N, 1° 59′ 23″ E / 42.1753°N,1.98983°E 1293 msnm        |           |                     | Modifica les dades a Wikidata |
|        | serrat de Comadrells | Borredà Castell de l'Areny | serra                                               |                                           | 42° 09′ 45″ N, 1° 59′ 08″ E / 42.1624°N,1.98544°E 1247.3 msnm      |           |                     | Modifica les dades a Wikidata |

## Misc
| imatge | Nom                                     | Ubicat a                                          | instància de                                   | Detalls                       | coordenades | Protecció | Commons (més fotos) | Dades a WD                    |
| ------ | --------------------------------------- | ------------------------------------------------- | ---------------------------------------------- | ----------------------------- | --- | --------- | ------------------- | ----------------------------- |
|        | Castell de l'Areny                      | Castell de l'Areny                                | entitat singular de població capital municipal | 69 hab                        | 42° 10′ 29″ N, 1° 56′ 49″ E / 42.17472222222222°N,1.9469444444444448°E                                                           |           |                     | Modifica les dades a Wikidata |
|        | Gorg de l'Olla                          | Castell de l'Areny                                | gorg                                           |                               | 42° 09′ 55″ N, 1° 58′ 25″ E / 42.16531°N,1.97355°E ca:A la zona est del terme municipal.                                         |           |                     | Modifica les dades a Wikidata |
|        | Pont del Molí del Puig                  | Castell de l'Areny                                | pont                                           | 20th century Estat: bon estat | 42° 09′ 22″ N, 1° 56′ 50″ E / 42.1560327323788°N,1.94714624243421°E ca:A la zona de la Ribera, a pocs metres del Molí d'en Puig. |           |                     | Modifica les dades a Wikidata |
|        | Puig Lluent                             | Castell de l'Areny                                | vèrtex geodèsic                                | Alt: 1.2m                     | 42° 12′ 10″ N, 1° 56′ 56″ E / 42.202711°N,1.948926°E 1764.572 msnm                                                               |           |                     | Modifica les dades a Wikidata |
|        | casa consistorial de Castell de l'Areny | Castell de l'Areny                                | casa consistorial                              |                               | 42° 10′ 25″ N, 1° 56′ 45″ E / 42.1736196°N,1.9458911°E                                                                           |           |                     | Modifica les dades a Wikidata |
|        | collada de Grau Pedrís                  | Castell de l'Areny les Llosses la Pobla de Lillet | collada                                        |                               | 42° 11′ 54″ N, 1° 57′ 58″ E / 42.19843889°N,1.96620556°E 1595 1600 msnm                                                          |           |                     | Modifica les dades a Wikidata |